# Eric Norström
Eric Norström, född 18 augusti 1882 i Vaxholm, död 13 januari 1953 i S:t Görans församling, Stockholm, var en svensk sångare, tecknare och målare.
Han var son till grosshandlaren Erik Johan Norström och Augusta Ida Carin Richter samt från 1914 gift med Ragnhild Fredrika Kristina Schwabe-Hansen. Han studerade konst vid Tekniska skolan 1899–1901 och musik vid Musikaliska akademien 1904–1907 som följdes upp med en vistelse i Tyskland 1911–1913 där han studerade både sång och målning. Vid sidan av framträdanden som sångare var han verksam som tidningstecknare i Aftontidningen 1916–1920 och i Stockholms Tidningen 1919–1929. Han var konstnärlig ledare vid Åfors glasbruk 1930–1933. Perioden 1937–1944 var han verksam som utställningskommissarie vid Esseltehallen och senare även vid De Ungas salong. Norström var en aktiv föreningsmänniska och var bland annat styrelsemedlem i Konstnärsklubben, Föreningen Konstnärernas vänner och Stiftelsen Konstnärernas hjälpfond. Han tog initiativet till en stor utställning med teckningar på Konstakademien 1937 och ansvarade från 1925 över Konstnärsklubbens arkiv med teckningar. Separat ställde han ut med teckningar på Louis Hahnes galleri i Stockholm 1947 och han medverkade i en teckningsutställning på Konstnärshuset 1951. Vid utställningen Svårt på vitt som visades på Konstakademien 1955 hedrades han med en minnesvägg. En representativ minnesutställning med hans teckningar och akvareller visades på Konstnärshuset 1957. Han var även verksam som illustratör och formgav flera bokomslag samt illustrationer för böcker, bland annat illustrerade han Josef Kjellgrens Äventyr i skärgården  och Harald Victorins Örnungen. Hans konst består av blomsterstilleben, porträtt, figurer, interiörbilder och landskapsskildringar från Stockholm och Hälsingland utförda i akvarell eller i form av teckningar. Makarna Norström är begravda på Norra begravningsplatsen utanför Stockholm.